# Де-Вестерен
Де-Вестерен (нід. De Westereen) — село в нідерландській провінції Фрисландія. Входить до муніципалітету Дантюмадел. Його населення станом на 2017 рік складало 5000 осіб.